# Filippo Titi
Filippo Titi, född 1639 i Città di Castello, död där 1702, var en italiensk apostolisk pronotarie och konsthistoriker. Han skrev bland annat en guide till konstverken i Roms kyrkor, Studio di Pittura scoltura et architettura nelle Chiese di Roma, utgiven 1674.

### Webbkällor
- ”Titi, Filippo”. Dictionary of Art Historians. Arkiverad från originalet den 11 juni 2016. https://web.archive.org/web/20160611075543/https://dictionaryofarthistorians.org/titif.htm. Läst 25 maj 2016.